# Лейбульф
Лейбульф (лат. Leibulf, фр. Leibulfe; умер не ранее 16 марта 829) — граф Прованса, а также некоторых других владений (Агда, Нарбона и Арля) в 800—820-х годах.

## Биография
Происхождение Лейбульфа точно не установлено. Предполагается, что его отцом мог быть знатный житель Арля Гонтье. Возможно, этот город и был местом рождения Лейбульфа. В пользу этого свидетельствуют его особо тесные связи с Арлем. Например, в одном из документов Лейбульф упоминался как крупный арльский землевладелец (лат. ex rebus pro prietas). Однако также возможно, что родиной Лейбульфа была Септимания.
Первое датированное свидетельство о Лейбульфе относится к октябрю 800 года. Тогда вместе с вассалами правителя Аквитании Людовика I Благочестивого (графом Тулузы Гильомом Желонским, графом Барселоны Берой, герцогом Васконии Саншем I Лупом и другими) он возглавлял поход на принадлежавшую маврам Барселону. Так как город был хорошо укреплён, его удалось взять только в апреле 801 года после длительной осады. О ходе военной компании и роли в ней Лейбульфа сообщается в написанной Эрмольдом Нигеллом поэме «Прославление Людовика».
В исторических источниках не сообщается, каким титулом тогда владел Лейбульф. Однако возможно вскоре после того он получил должность графа Агда.
В 812 году Лейбульф был среди южно-франкских владетелей, вызванных ко двору императора Карла Великого в Ахене для разбирательства жалобы, поданной бежавшими к франкам от мавров вестготами. Вместе с Лейбульфом в столицу Франкской империи прибыли граф Бера Барселонский, Госельм Руссильонский, Гислафред Каркасонский, Одилон Жиронский, Эрменгар Ампурийский, Адемар Нарбонский и Эрлин Безьеский. На состоявшемся 12 апреля судебном заседании Карл Великий поддержал истцов, повелев графам пограничных с владениями мусульман областей Франкского государства прекратить притеснения готских переселенцев из Испании, снизить налагаемые на них государственные налоги и отказаться от захвата принадлежавших им земель. Контроль за выполнением этого указа Карл Великий возложил на своего сына, короля Аквитании Людовика I Благочестивого, и на архиепископа Арля Иоанна II. Впоследствии хартии в поддержку этих переселенцев давал и император Людовик I Благочестивый (в 815 и 816 годах).
После смерти умершего в 814 году Карла Великого Лейбульф сохранил должность графа Агда. Однако, возможно, его власть над этим городом теперь не была постоянной, так как в 822 году здешним правителем был граф Безье Арнальд. В марте 817 года владения Лейбульфа значительно увеличились: он был назначен правителем Готской марки, став здесь преемником Бего. Вероятно, тогда же ему были переданы Нарбон, оставшийся без правителя после смерти графа Адемара, и Арль, где он стал преемником графа Лупа. Таким образом, властные полномочия Лейбульфа распространялись как на Септиманию, так и на Прованс. Это сделало его наряду с Госельмом Руссильонским и Берой Барселонским одним из наиболее влиятельных вассалов Людовика I Благочестивого в припиренейских областях Франкской империи.
В современных Лейбульфу документах неоднократно упоминается о сделанных им пожертвованиях находившимся в его владениях церквям и монастырям. Например, 7 ноября 824 года он обменялся землями с архиепископом Арля Нотоном: граф приобрёл Камарг, а к Арльской архиепархии отошли земли на правом берегу Роны. 3 января 825 года по ходатайству своего архикапеллана Гильдуина император Людовик I Благочестивый одобрил эту сделку. Особое покровительство Лейбульф оказывал Анианскому аббатству и Леринскому монастырю. Аббату первой обители, Бенедикту Анианскому, граф подарил крупное земельное владение, что было 23 апреля 814 года подтверждено императорской хартией. В 822 году Людовик I Благочестивый поручил Лейбульфу проконтролировать выполнение своего пожертвования Леринскому аббатству. В изданной тогда же императорской хартии граф назван государевым посланцем в тех краях. Сам граф и его жена Ода одарили эту обитель в 828 году. Составленный по этому случаю документ как свидетели подписали архиепископ Нотон Арльский и епископы Бенедикт Эксский и Хильдебон Антибский. Возможно, Лейбульф был основателем аббатства Святого Андрея в Иль-де-ла-Каппе (вблизи Арля). К 810—820-м годам относится целый ряд дарственных актов императора Людовика I Благочестивого Арльской епархии. Предполагается, что все они были сделаны по ходатайству Лейбульфа.
Последнее достоверное свидетельство о Лейбульфе датировано 16 марта 829 года, когда он сделал богатое пожертвование аббатству Святого Андрея. Предполагается, что Лейбульф мог быть той неназванной в средневековых документах по имени персоной, которой в середине 830-х годов было поручено управление недавно образованным Арльским герцогством. Возможность того, что Лейбульф мог быть ещё жив в 843 или 844 годах, вызывает серьёзные сомнения. Преемником Лейбульфа в Провансе называют Гверина, Милона или Аудиберта, в Агде — Арнальда или Аполлония, а в Готской марке — Бернара Септиманского.
Лейбульф был женат на Оде, вероятно также как и он уроженке Арля. Были ли у них дети — неизвестно. Возможным потомком Лейбульфа мог быть бывший в 908—936 годах епископом Жироны Гиг.